# Šibeničky
Šibeničky je sedmé studiové album české hudební skupiny Spirituál kvintet, vydané v roce 1988.
Album také vyšlo v roce 2003 v reedici u hudebního vydavatelství Sony Music.

## Seznam skladeb
| Pořadí         | Název                          | Délka |
| -------------- | ------------------------------ | ----- |
| 1.             | Dycky mně bývalo veselé vyjití | 3:03  |
| 2.             | Co se stalo za horama          | 4:13  |
| 3.             | Mezi dvěma vinohrady           | 1:24  |
| 4.             | Šlo děvča na trávu             | 2:19  |
| 5.             | Komenský dvůr                  | 1:18  |
| 6.             | A co to tam píská              | 1:13  |
| 7.             | Ta uninská rola                | 1:40  |
| 8.             | Pásl ovčák ovce                | 2:27  |
| 9.             | Mračí se mračí                 | 2:27  |
| 10.            | Už je zle                      | 0:19  |
| 11.            | Povídajů ludé                  | 3:03  |
| 12.            | Hnala Anička krávy             | 1:04  |
| 13.            | Sódijó synečka                 | 1:19  |
| 14.            | Milotské zvony                 | 1:31  |
| 15.            | Trudova žena                   | 2:11  |
| 16.            | Zapřahal jsem koně vraný       | 1:40  |
| 17.            | V městě Olomóci                | 3:07  |
| 18.            | Co se stalo v rataji           | 3:48  |
| 19.            | Na tej lúce                    | 2:02  |
| 20.            | Když jste nás pozvali          | 0:32  |
| Celková délka: | Celková délka:                 | 41:38 |